# Premis Pulitzer de 1922
Els següents són els Premis Pulitzer del 1922.

## Premis de periodisme

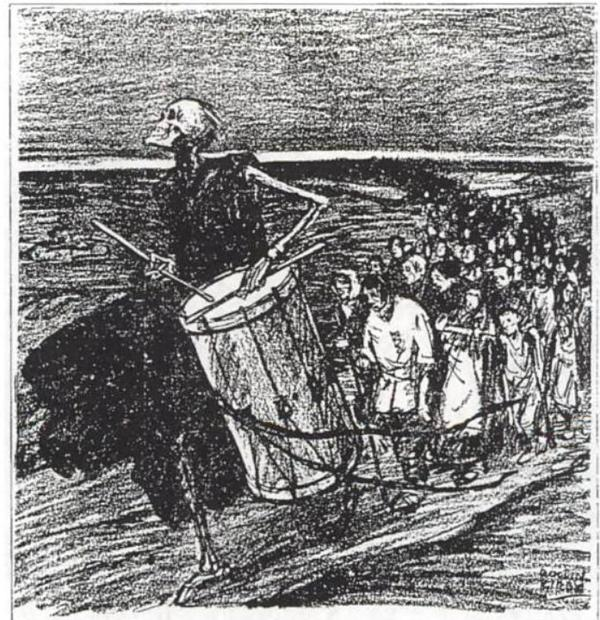
"On the Road to Moscow", la vinyeta editorial premiada

- Servei públic: New York World, per a articles que exposen les operacions del Ku Klux Klan, publicats durant els mesos de setembre i octubre de 1921.
- Informació: Kirke L. Simpson de l'Associated Press, per uns artícles sobre l'enterrament del soldat desconegut.
- Redacció editorial: Frank M. O'Brien, del New York Herald, per un article titulat "The Unknown Soldier" (El soldat desconegut).[1]
- Caricatura Editorial: Rollin Kirby, del New York World, per "On the Road to Moscow".

## Premis de lletres i teatre
- Novel·la: Alice Adams per Booth Tarkington (Doubleday)
- Teatre: Anna Christie d'Eugene O'Neill
- Història: The Founding of New England de James Truslow Adams (Little)
- Biografia o autobiografia: A Daughter of the Middle Border de Hamlin Garland (Macmillan)
- Poesia: Collected Poems d'Edwin Arlington Robinson (Macmillan)